# Loaghtan
La loaghtan (également connue sous les noms loaghtyn ou loghtan) est une race de moutons, typique de l’île de Man. Sa principale caractéristique est la présence de deux paires de cornes, parfois trois (polycérate). La loaghtan a failli disparaître. Dans les années 1950, il n’en restait plus que 43 têtes. Aujourd’hui, les Mannois font beaucoup d’efforts pour la préserver, d’autant qu’elle est parfaitement adaptée au climat local par sa rusticité. Elle reste toutefois rare.
Race menacée d'extinction, le mouton loaghtan est inventorié dans la base de données de l'Arche du goût.
Le phénotype des paires de cornes multiples est dû à une mutation spécifique dans la séquence du gène homéotique HOXD1,.

## Origine
Cette race de moutons descend d’une race primitive, le mouton d'Europe du Nord à queue courte, qui vivait jadis dans toute l’Écosse, les Hébrides et les Shetland. Son nom provient du mannois lugh dhoan (« brun souris »), sa laine étant de couleur brun foncé. Cette couleur ayant été sélectionnée, les loaghtans à la laine d’une autre couleur n’existent plus dans l’île depuis le XVIIIe siècle. Avant cela, il a existé des loaghtans grises, noires et blanches. Il semble que la race soit native de l’île.

## Physionomie

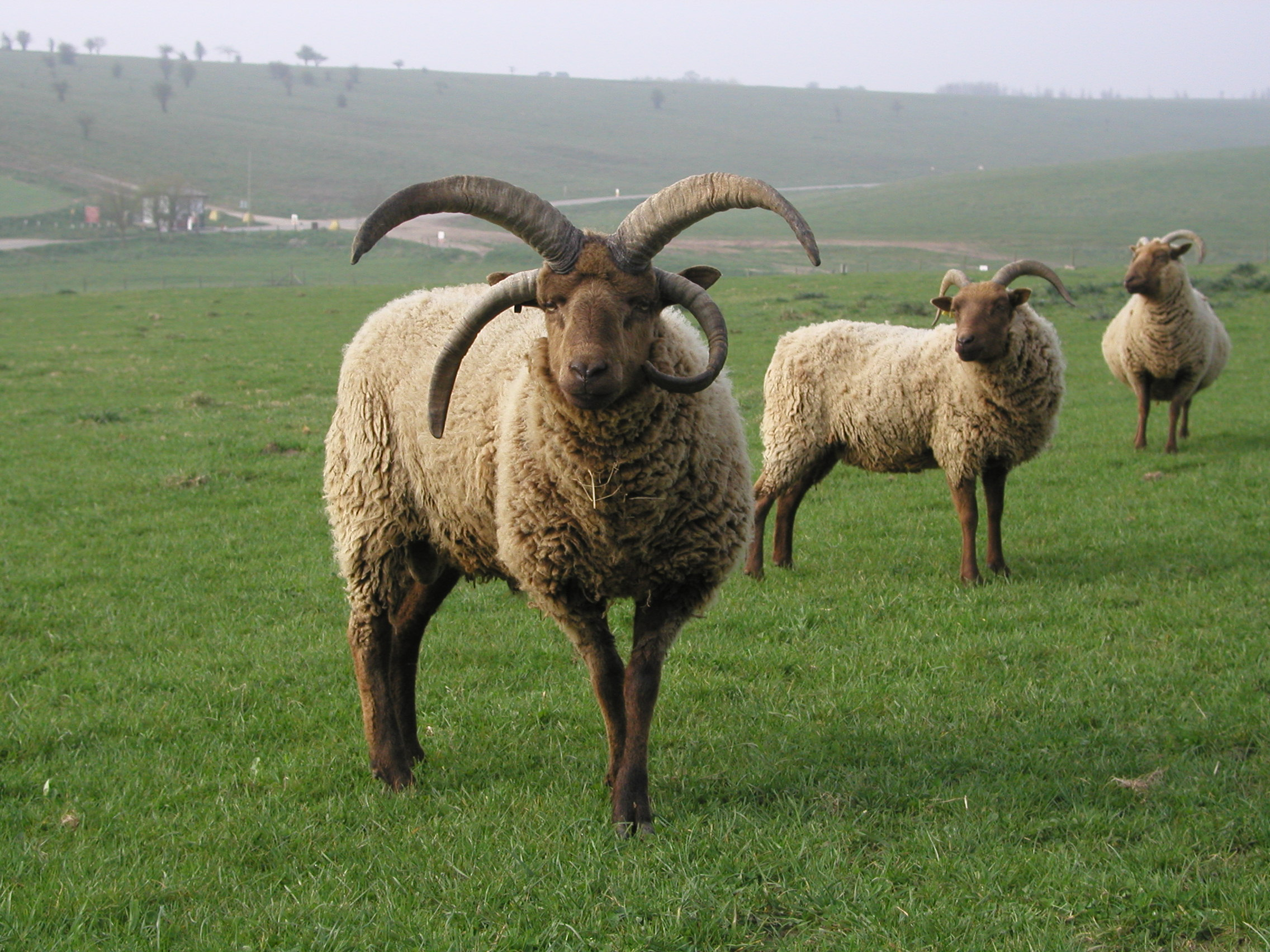
Loaghtan.

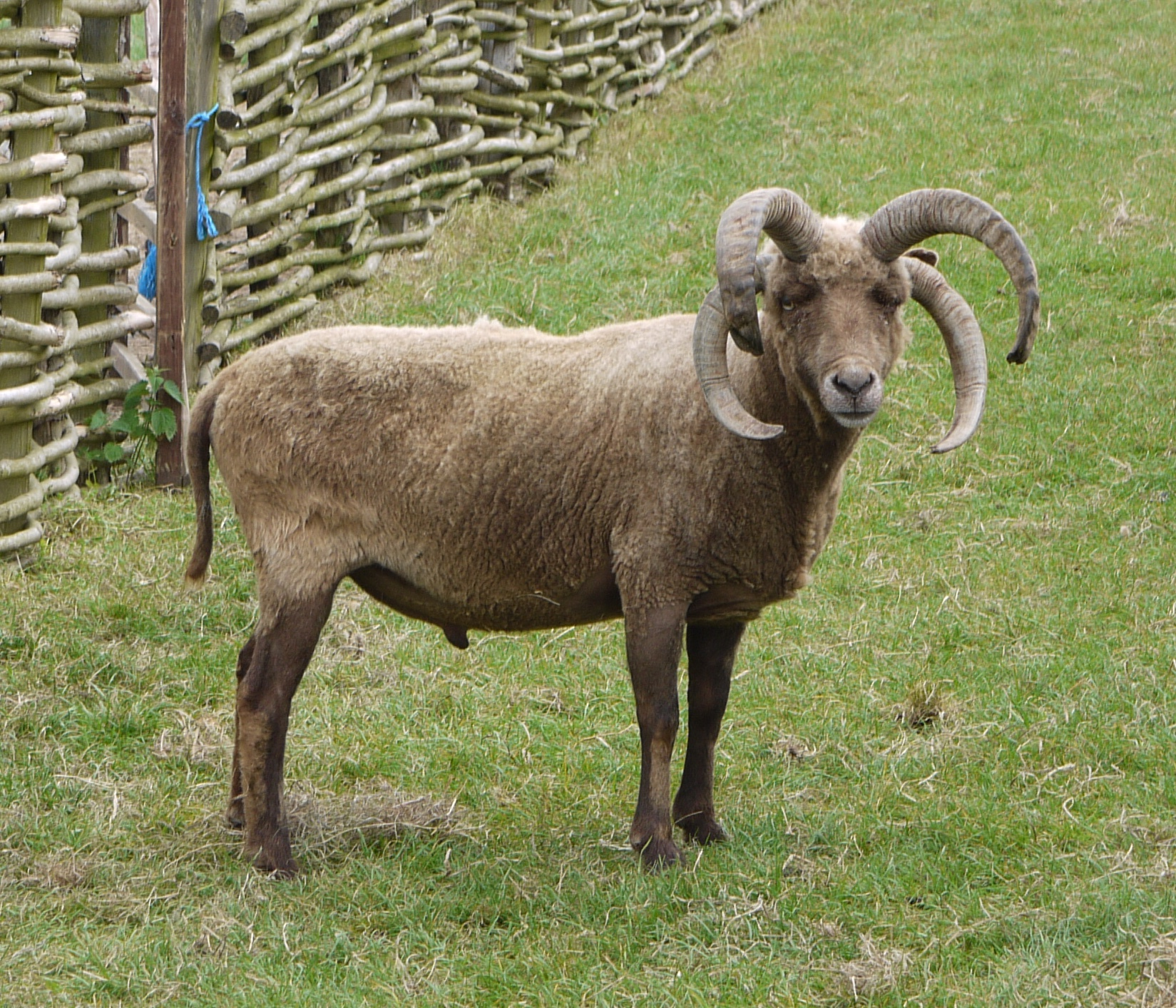
Loaghtan.

La race est petite, sans laine sur la tête et les pattes. La préférence va aux loaghtans à deux ou trois paires de cornes,,. Cependant, des individus à une seule paire de cornes sont signalés. Généralement celles-ci sont petites sur les brebis mais plus grandes sur les mâles. Elles sont droites ou plus ou moins courbées, parfois torsadées. Une brebis adulte pèse environ 40 kg, un tiers de plus pour les mâles.

## Économie
Sa chair, très prisée, est consommée sur l’île, avec seulement deux fermes principales qui font l’élevage de l’animal pour sa viande. Il existe un vaste troupeau sur le Calf of Man. L’accès à l’île a été fermé en 2001 durant l’épidémie de fièvre aphteuse qui a frappé la Grande-Bretagne mais celle-ci n’a jamais atteint l’île et les exportations se sont poursuivies. Sa laine est utilisée pour confectionner des vêtements. Elle n’est jamais teinte car cela endommagerait les fibres. Très légère, elle est d’une grande qualité.
La loaghtan est désormais exportée. Elle est très recherchée par les collectionneurs en raison de sa singularité.

### Autres moutons polycérates
- Mouton de Jacob
- Mouton Sishui Fur